# Řečnická otázka
Řečnická otázka je otázka, která nevyžaduje odpověď a na niž odpověď zpravidla ani není očekávána.
Sémanticky nejde o skutečnou otázku, ale o zvolání. Může být výrazem nejistoty, častěji však bývá užívána profesionálními řečníky (politici, pedagogové). Ti tuto otázku položí a zpravidla si na ni ihned odpovědí. Např.: Nudíš se? Běž si uklidit pokoj!